# باروخ شمایلوف
باروخ شمایلوف (عبری: ברוך שמאילוב‎؛ زادهٔ ۹ فوریهٔ ۱۹۹۴) جودوکار اهل اسرائیل است.